# Dietrich C. Smith

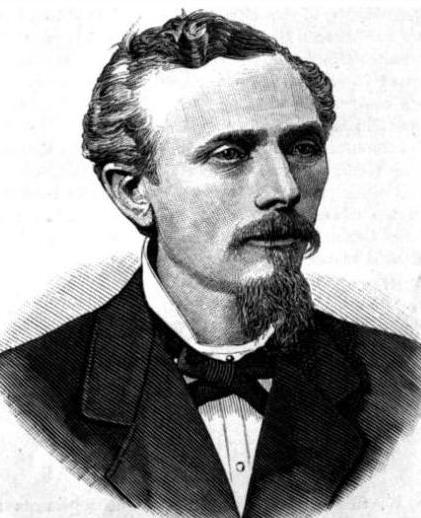
Dietrich C. Smith

Dietrich Conrad Smith (* 4. April 1840 in Ostfriesland, Königreich Hannover; † 18. April 1914 in Pekin, Illinois) war ein deutschamerikanischer Politiker. Zwischen 1881 und 1883 vertrat er den Bundesstaat Illinois im US-Repräsentantenhaus.

## Werdegang
Um das Jahr 1850 kam Dietrich Smith mit seinen Eltern aus seiner deutschen Heimat nach Pekin in Illinois. Er besuchte die öffentlichen Schulen seiner neuen Heimat und das Quincy College. Während des Bürgerkrieges diente er bis 1863 im Heer der Union, in dem er bis zum Hauptmann aufstieg. Er nahm an mehreren Schlachten teil und wurde zwischenzeitlich auch verwundet. Nach seiner Militärzeit wurde Smith im Bankgewerbe, im Handwerk und im Eisenbahngeschäft tätig. Im Jahr 1874 gründete er das German College in Mount Pleasant. Danach war er viele Jahre lang Kuratoriumsmitglied dieser Bildungsanstalt. Gleichzeitig schlug er als Mitglied der Republikanischen Partei eine politische Laufbahn ein. Von 1876 bis 1878 saß er als Abgeordneter im Repräsentantenhaus von Illinois.
Bei den Kongresswahlen des Jahres 1880 wurde Smith im 13. Wahlbezirk von Illinois in das US-Repräsentantenhaus in Washington, D.C. gewählt, wo er am 4. März 1881 die Nachfolge des späteren Vizepräsidenten Adlai Ewing Stevenson antrat. Da er im Jahr 1882 nicht bestätigt wurde, konnte er bis zum 3. März 1883 nur eine Legislaturperiode im Kongress absolvieren.
Nach dem Ende seiner Zeit im US-Repräsentantenhaus arbeitete Dietrich Smith wieder im Bankgewerbe. Er starb am 18. April 1914 in Pekin, wo er auch beigesetzt wurde.